# Pierre Raymond
Pour les articles homonymes, voir Pierre Raymond (émailleur) et Raymond.
Œuvres principales
- Le Passage au matérialisme (1973)
- L'Histoire et les sciences (1975)
- De la Combinatoire aux probabilités (1975)
- La Résistible Fatalité de l'histoire (1982)
- Dissiper la terreur et les ténèbres (1992)

Pierre Raymond (né le 23 septembre 1942) est un philosophe français.
Il a travaillé aussi bien en histoire et philosophie des sciences qu'en philosophie politique, avec le souci de ne jamais séparer l'un de ces domaines de l'autre. Élève puis ami très proche de Louis Althusser, il a entretenu avec lui, dans ces liens d'amitié, un rapport qu'il a lui-même qualifié de « guerre philosophique ».

## Biographie
Il vit à Clermont-Ferrand jusqu'à l'âge de huit ans, puis à Paris, où il effectue toute sa scolarité (primaire et secondaire) au Lycée Janson-de-Sailly.
Après le baccalauréat Mathélem, il entre en hypokhâgne au Lycée Louis-le-Grand. Reçu à l'E.N.S. Ulm en 1962, il y devient l'élève puis l'ami d'Althusser.
Il obtient l'agrégation de philosophie en 1966. Dès 1971 Althusser lui confie un séminaire libre où, jusqu'en 1980 il traitera, devant un public très large (étudiants aussi bien que mathématiciens renommés comme René Thom ou Christian Houzel), des rapports entre philosophie et mathématiques, puis de l'inspiration ou de la référence mathématique chez des auteurs non mathématiciens, puis des difficultés et de l'originalité de la science historique (plusieurs manuscrits inédits).
En 1975 Althusser fait ouvrir pour lui la collection Algorithme (Éditions Maspero) dans laquelle s'entrecroiseront des travaux d'histoire des sciences et de philosophie.
À partir de 1982 Pierre Raymond entreprend une ambitieuse réhabilitation du cogito cartésien que des courants convergents, marxistes ou non, avaient longtemps suspecté d'être effet et principe d'illusion.
D'abord professeur de philosophie en classes terminales puis en classes préparatoires, il enseigne durant 18 ans en khâgne moderne (préparation des E.N.S. Saint-Cloud-Fontenay puis Lyon), option philosophie, au Lycée Fénelon à Paris : il y nouera  de très nombreuses amitiés parmi celles et ceux qui, dans la génération suivante, se sont engagé(e)s elles et eux aussi, dans la diffusion et la transmission du travail philosophique.

## Œuvres
- Le Passage au matérialisme (Maspero, 1973)
- L'Histoire et les sciences (Maspero, 1975)
- La historia y las ciencias, seguido de Cinco cuestiones sobre la historia de las matemáticas (Anagrama, Barcelona, 1976)-
- La storia e le scienze. Dall analisi combinatoria al calculo delle probabilità (Editori Riuniti, Roma, 1979)
- A História e as Ciências, Cinco questões sobre a história das matematicas (Rés, Porto, 1979)
- De la Combinatoire aux probabilités ( Maspero, 1975)
- Avec Christian Houzel, Jean-Louis Ovaert et Jean-Jacques Sansuc, Philosophie et calcul de l'infini (Maspero, 1976)
- Matérialisme dialectique et logique (Maspero, 1977)
- La Résistible  Fatalité de l'histoire (Albin Michel, 1982)
- « Louis Althusser » (in Dictionnaire des philosophes, P.U.F., 1984)
- « Le matérialisme » (in Dictionnaire critique du marxisme, 2ème éd., P.U.F., 1985)
- « Karl Marx, la philosophie et la politique » (in Les Philosophes de Platon à Sartre, Hachette, 	1985)
- Dissiper la terreur et les ténèbres (Méridiens Klincksieck, 1992)
- Direction de Althusser philosophe (P.U.F., 1997) ; et dans ce recueil : « Le matérialisme d'Althusser » (trad. angl. in Historical Materialism, 23.2, 2015)

## Articles
- « L'obsession de la rue d'Ulm » (in Le Cri, 1964)
- « Cinq questions sur l'histoire des mathématiques » (in Dialectiques, n° 10-11, automne 1975)
- « ... et la théorie dans la lutte des classes » (in Dialectiques, n° spécial « Althusser », 15-16,automne 1976)
- « Histoire des mathématiques ou épistémologie » (in Compte-rendu des Journées inter-I.R.E.M. à Tailleville, 10-11-12 juillet 1977)
- Lettre à France Nouvelle, 3 oct. 1977
- « Les “interdictions philosophiques” » (in Philosophiques (Québec), n° 1, avr. 1978)
- « Matérialisme historique ou matérialisme biologique ? À propos de Karl R. Popper » (in La Pensée, n° 203,fév. 1979)
- Correspondance avec Paul Labérenne (in La Pensée, n° 205, juin 1979)
- « À la fois ... » (in Le Monde, 19 fév.1980)
- « Le pluralisme de la raison » (in Cahiers philosophiques, n° 4, sept. 1980)
- Avec Xavier Renou : « Sur les mathématiques grecques » (in La Pensée, n° 220 mai-juin 1981)
- Avec Xavier Renou : « Commentario » (in Laurette Séjourné, El Pensamiento Nahuatl Cifrado par los Calendanos (Siglo XXI, Mexico, 1981))
- « La politique à l'abandon » (in Raisons, n°'l, nov. 1983)
- « Philosophies de l'assujettissement et philosophies du sujet » (in Raisons, n°2, déc.1983 et n°3, janv. 1984)
- Articles de Sylvestre Orsanne, (in Raisons, n° 2, 3, 4-5, 6, 7, 8)
- « La nécessité en histoire » (Colloque de Cerisy, juil.-août 1984)
- Intervention in Philosophie, école, même combat, P.U.F., 1984
- « L'homme, animal par nature politique » (in Raison Présente, n°79, 3ème trim. 1986)
- Interventions à la Table ronde (in L'École de la démocratie, Édilig, 1988)
- « La générosité » (in Cahiers philosophiques, n°35, juin 1988)
- « La précarité » (in KultuRRevolution, n°20, déc. 1988)
- « La théorie et son dehors » (in Magazine littéraire, n° 304, nov. 1992)
- « Quelques difficultés du spinozisme » (in Conférences de philosophie. Lycée Henri IV, Cahier 5, 2002-2003)